# Obléhání Cambrai (1677)
Obléhání Cambrai probíhalo od 20. března do 19. dubna 1677 v rámci francouzsko-nizozemské války.

## Související události
Biskupské knížectví v závislém vztahu k Svaté říši římské v blízkosti francouzských hranic, podřízené Španělsku od roku 1543, bylo francouzskými králi obleženo několikrát: v roce 1477 Ludvíkem XI., mezi lety 1581–1595 Jindřichem III. z Valois a Jindřichem IV. Navarrským.
Vévoda ze Sully a kardinál Richelieu započali s národním ideálem zahraniční politiky „navrátit Francii její prvotní sílu a starobylý lesk“ a "posadit Francii do všech míst, kde bývala starověká Galie", což zahrnovalo Artois, Hainaut a provincie většiny Nizozemí. Během vlády Ludvíka XIV. bylo Cambrai obleženo Francouzi neúspěšně již v roce 1649 a znovu v roce 1657 .